# Halichoanolaimus filipjevi
Halichoanolaimus filipjevi is een rondwormensoort uit de familie van de Selachinematidae.